# Соловецкий (залив)
Солове́цкий — залив на юго-западе Белого моря, вдаётся в юго-западную часть острова Соловецкий архипелага Соловецкие острова.

## География
Находится на юго-западе острова Соловецкий. Входными мысами в залив являются Толстик на северо-западе и Западный Печак на юго-востоке. На юге отделён проливом Печаковская Салма от островов Сенные Луды, Большой и Малый Заяцкий. На берегу залива расположен посёлок Соловецкий. Входит в пролив Западная Соловецкая Салма Белого моря.
Побережье низкое, каменистое, местами песчаное, покрыто лесом. В берега вдаётся несколько мелководных губ, в том числе гавань Благополучия.
Входит в состав Соловецкого государственного историко-архитектурного и природного музея-заповедника.